# Parapercnia
Parapercnia là một chi bướm đêm thuộc họ Geometridae.